# Liaodontus maxfischeri
Liaodontus maxfischeri là một loài tò vò trong họ Ichneumonidae.